# Il peso dell'aria
Il peso dell'aria è un film del 2008 diretto da Stefano Calvagna.
La pellicola è incentrata sul tema dell'usura.

## Trama
Carlo è impiegato presso un autosalone ed è sposato con Laura, una giovane donna laureata, incalzata dalla precarietà e in cerca di un contratto a tempo determinato. Costretto dalla sua principale alle dimissioni, Carlo mette e legge annunci senza risultato. In un prestigioso maneggio di Roma incontra Stefano, un vecchio compagno di liceo e sedicente finanziatore. Ignaro dell'illecita attività dell'amico e deciso a conquistare per sé e la moglie una piena stabilità, Carlo ottiene da lui un prestito da investire sul futuro e in un vecchio casale nella campagna umbra. L'affare promettente sfumerà e Carlo e Laura saranno costretti a nascondersi per sfuggire al loro strozzino e ai suoi implacabili esecutori.